# Al Faisaliyah Center
Al Faisaliyah Center (Árabe: برج الفيصلية‎) é o 2º maior arranha-céu da Arábia Saudita. É actualmente o 54º maior edifício do mundo e foi edificado na cidade de Riade em 2000. A bola dourada no topo diz-se que foi inspirada numa caneta, e dentro dela está um restaurante. Nos primeiros andares existe um centro comercial com marcas conhecidas a nível mundial. A torre faz parte de um largo complexo, Al Faisalyah Complex, que inclui um hotel, um centro comercial, duas torres e o Al Faisaliyah Center
O Al Faisaliyah Center foi projectado pelas firmas Foster and Partners e Buro Happold.